# Sleep (ban nhạc)
Sleep là một ban nhạc doom metal người Mỹ từ San Jose, California. Hoạt động chủ yếu vào thập niên 1990, Sleep đã được cách hãng đĩa chú ý từ những năm đầu và nhận được sự ca ngợi từ các nhà phê bình. Eduardo Rivadavia cho rằng họ "có lẽ là ban nhạc stoner rock đỉnh cao" và ghi nhận những ảnh hưởng lớn của họ trong giới metal thập niên 1990. Tuy nhiên, Sleep tan rã năm 1998 do những xung đột với công ty thu âm. Ban nhạc tái hợp năm 2009, và bắt đầu biểu diễn không thường xuyên từ đó.

## Đội hình hiện tại

### Đội hình hiện tại
- Al Cisneros – guitar bass, hát (1990–1998, 2009–nay)
- Matt Pike – guitar (1990–1998, 2009–nay)
- Jason Roeder – trống (2010–nay)

### Cựu thành viên
- Chris Hakius – trống (1990–1998, 2009)
- Justin Marler – guitar (1990–1991)

## Đĩa nhạc

### Album phòng thu
- Volume One (1991, Tupelo)
- Sleep's Holy Mountain (1992, Earache)
- Jerusalem (1999, The Music Cartel)
- Dopesmoker (2003, Tee Pee)

### EP
- Volume Two (1992, Off the Disk)

### Track ngoài album
| Tiêu đề                                 | Album                           | Năm  | Hãng đĩa                |
| --------------------------------------- | ------------------------------- | ---- | ----------------------- |
| "Snowblind" (bản gốc của Black Sabbath) | Masters of Misery               | 1997 | Earache Records         |
| "Dopesmoker" (phiên bản lượt bớt)       | Music from Broken Flowers       | 2005 | Decca Records           |
| "The Clarity"                           | Adult Swim Singles Program 2014 | 2014 | Williams Street Records |